# Novale, Haute-Corse
Novale este o comună în departamentul Haute-Corse din estul Franței.